# کلی گلد
کلی گلد (انگلیسی: Kelly Gould؛ زادهٔ ۴ اوت ۱۹۹۹) یک هنرپیشه اهل ایالات متحده آمریکا است. وی از سال ۲۰۰۴ میلادی تاکنون مشغول فعالیت بوده‌است.

## گزیده فیلمشناسی
از فیلم‌ها یا برنامه‌های تلویزیونی که وی در آن نقش داشته‌است می‌توان به آثار زیر اشاره کرد.
- خوش شانسی لوئی (۲۰۰۶–۲۰۰۷)
- هانا مونتانا (۲۰۰۷)
- تیغ شهرت (۲۰۰۷)
- پرونده سرد (۲۰۰۸)
- ریباند (فیلم ۲۰۰۹) (۲۰۰۹)
- جسی (مجموعه تلویزیونی) (۲۰۱۲–۲۰۱۳)